# Karel Krejčí
Karel Krejčí (Plzeň, 20 dicembre 1968) è un ex calciatore e allenatore di calcio ceco, fino al 1993 cecoslovacco, di ruolo centrocampista, tecnico del Příbram.

## Palmarès
- Campionato ceco: 1

Viktoria Plzeň: 2015-2016